# 원단 (북위)
위 청하문선왕 원단(魏 淸河文宣王 元亶, 6세기? ~ 537년 1월 2일)은 북위 말기의 황족으로 동위의 유일한 황제인 원선견(효정제)의 부친이며 청하문헌왕 원역의 아들이다.
원단은 아들 효정제가 황제로 즉위할 당시에도 생존해 있었으며, 537년 사망하자 효정제에게 문선(文宣)이란 시호를 받았다. 따라서 정식 명칭은 청하문선왕(淸河文宣王)이다.

## 생애
520년, 부왕 원역이 원예(元刈)에게 살해당하자 영태후 호씨가 원예를 처형한 다음 원단에게 청하왕의 작위를 잇게 한 뒤, 자신의 5촌 조카인 호지(胡智)와 혼인하게 하였다.
532년 5월 16일, 북위 효무제에 의해 사도로 임명되었다.
534년, 효무제가 고환을 피해 서쪽의 우문태에게 의탁하자 고환은 원단을 대사마로 추대하고 자신은 상서성(尙書省)에서 섭정이 되었다. 이후 고환이 낙양에 도착한 후 효창(孝昌, 효명제의 연호) 연간 이래로 황위 계승 서열이 혼란스럽다는 핑계를 내세웠는데 효무제와 원단은 모두 효문제의 손자였다.
동년 10월 17일, 원단의 아들 원선견이 고환에게 옹립받아 효정제로 즉위했다. 원단은 불안해 하며 남조의 소량으로 도주하려 하였으나 고환이 그를 만류하였다. 이후 537년 1월 2일 원단은 사망했는데 후위국전《后魏國典》과 삼국전략《三國典略》은 고환이 그를 독살했다고 한다. 시호는 문선(文宣)이다.
네이버 지식백과에 따르면 문선제(文宣帝)로 추존되었다고 한다.